# Maximo Inocencio

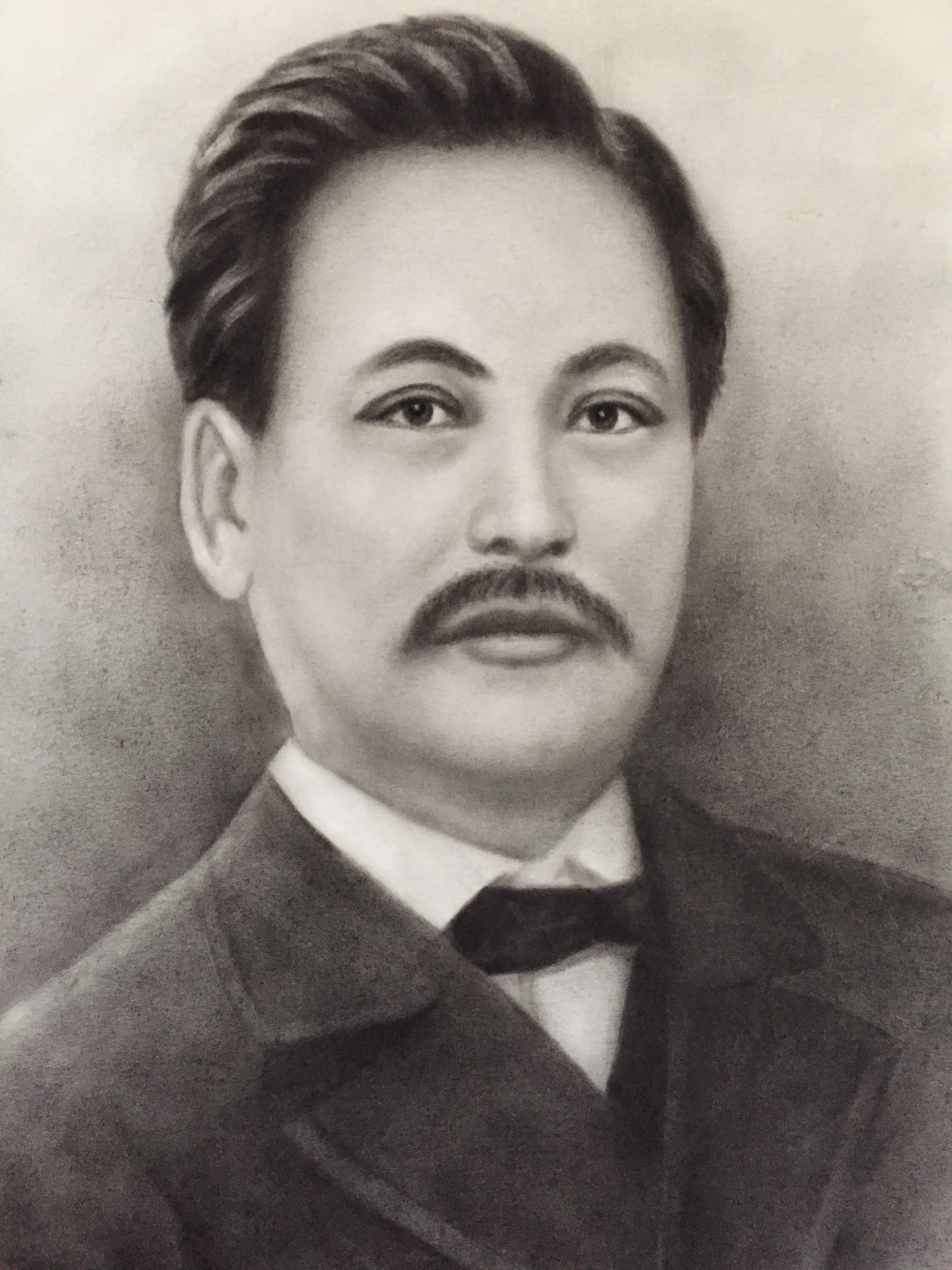
Maximo Inocencio

Maximo Inocencio (Cavite City, 18 november 1833 - aldaar, 12 september 1896) was een Filipijns aannemer en een van de dertien martelaren van Cavite.  

## Biografie
Maximo Inocencio werd geboren op 18 november 1833 in Cavite City. Zijn ouders waren Ana Maria Franco en Tranquilino Inocencio, een zeeman op de Manilagaljoenen. Inocencio was leerlingtimmerman in het arsenaal van Cavite. Later bouwde hij een succesvol bedrijf in de aannemerij op. Zijn bedrijf in San Roque had ongeveer 25 man in dienst en bouwde huizen en boten en repareerde scholen en kerken. In 1872 werd hij vanwege zijn vermeende betrokkenheid bij de opstand in Cavite voor tien jaar verbannen naar Cartagena in Spanje. Na zijn terugkeer in de Filipijnen bouwde hij zijn bedrijf weer op. In 1896 werd hij samen met andere prominente inwoners van Cavite beschuldigd van betrokkenheid bij de Filipijnse Revolutie. Hij werd op 12 september als een van de dertien martelaren van Cavite geëxecuteerd op het Plaza de Armas in Fort San Felipe. 
Inocencio was getrouwd met Narcisa Francisco en had negen kinderen. Hij werd begraven in een nis van de Porta Vaga Church.